# Rainer Speer
Rainer Speer, né à Berlin-Est le 19 juillet 1959, est un homme politique allemand qui appartient au Parti social-démocrate d'Allemagne (SPD).
Ancien directeur de campagne de Manfred Stolpe en 1990, il est nommé chef de la chancellerie régionale du Land de Brandebourg en 1999, d'abord sous la direction de Stolpe, puis de son successeur, Matthias Platzeck, à partir de 2002. Deux ans plus tard, il devient ministre régional des Finances de la grande coalition au pouvoir, puis est choisi, en 2009, comme nouveau ministre de l'Intérieur dans la nouvelle coalition rouge-rouge. Il démissionne en 2010, à la suite des critiques sur son attaque en justice contre un magazine.

## Biographie

### Formation et profession
En 1971, il déménage de Berlin-Est à Falkensee, où il obtient son Abitur en 1978. Il effectue alors une formation de serrurier pendant un an, puis intègre l'Académie des officiers de la Nationale Volksarmee à Löbau. Il est exclu en 1980 pour « problèmes politiques et caractériels », et termine son service militaire en 1981.
Il travaille ensuite dans le milieu de la culture et de la jeunesse à Potsdam, puis est engagé en 1984 comme restaurateur de meubles.

## Vie politique

### Au sein du SPD
Rainer Speer adhère au Parti social-démocrate d'Allemagne de l'Est (SDP) à Potsdam en 1989. Cette même année, il est coopté au sein du comité directeur national du parti, puis entre au Parti social-démocrate d'Allemagne (SPD) quand celui-ci fusionne avec le SDP en 1990. Il participe alors à la création de la fédération du parti dans le Brandebourg et dirige la campagne électorale régionale sociale-démocrate sous la direction de Manfred Stolpe.
En 1994, il est élu président du SPD dans la ville de Potsdam et occupe ce poste pendant quatorze ans. Il dirige la section du parti à Falkensee depuis janvier 2009.

### Au sein des institutions

#### Au sein de la chancellerie de Brandebourg
Il devient directeur du département de Planification à la chancellerie régionale du Brandebourg et membre du conseil municipal de Potsdam en 1990. L'année suivante, il prend la présidence du groupe municipal SPD. En 1994, il est nommé pour cinq ans secrétaire d'État au ministère régional de l'Environnement et renonce alors à son mandat municipal. En 1999, il est désigné chef de la chancellerie régionale par le Ministre-président Manfred Stolpe. Un an plus tard, il est porté à la présidence de la commission des secrétaires d'État pour l'optimisation de l'administration régionale. Il est maintenu dans ses fonctions par Matthias Platzeck lorsqu'il remplace Stolpe le 26 juin 2002

#### Carrière ministérielle
À la suite des élections régionales, il est nommé ministre des Finances dans la grande coalition avec la CDU le 13 octobre 2004.
Il est élu député régional au Landtag lors du scrutin du 27 septembre 2009. Le 6 novembre suivant, Rainer Speer devient ministre de l'Intérieur du Brandebourg à la suite de la formation d'une coalition rouge-rouge avec Die Linke. Il démissionne le 23 septembre 2010, face aux critiques suscitées par son action en justice contre Bild, qui voulait publier plusieurs e-mails provenant de l'ordinateur qu'il avait perdu et qu'il considérait comme relevant de sa vie privée, notamment des messages qui révéleraient le versement de prestations indues pour un enfant né hors mariage. Affirmant vouloir protéger toute personne contre ces révélations, il reçoit le plein soutien de Matthias Platzeck ainsi que de son successeur, le président du groupe SPD au Landtag Dietmar Woidke.